# جليميبرايد
جليميبرايد (بالإنجليزية: Glimepiride)‏ ويعرف بالأسماء التجارية دولسيل (بالإنجليزية: Dolcyl)‏ هو دواء يستخذم لعلاج داء السكري، يؤخد عن طريق الفم. 

## الاستخدامات الطبية

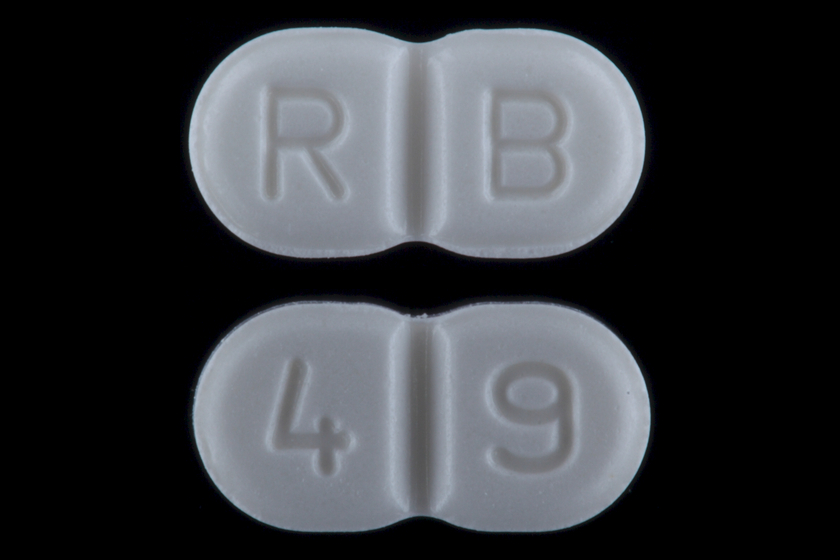
قرصان فمويان من جليميبيريد

يستعمل لعلاج مرض السكري النوع الثاني، طريقة عمله تتمثل بقدرته على إنتاج الانسولين من البنكرياس.

## الآثار الجانبية
تشمل الآثار الجانبية الشائعة الصداع والغثيان. قد تشمل الآثار الجانبية الخطيرة انخفاض نسبة السكر في الدم .

## روابط خارجية
- "جليمبيريد". المكتبة الوطنية الأمريكية للطب. بوابة المعلومات الدوائية. مؤرشف من الأصل في 2020-10-24.